# Duane Woodward
Duane Harland Woodward (* 4. Juni 1976 in New York City, New York) ist ein ehemaliger US-amerikanischer Basketballspieler. Nach dem Studium in seinem Heimatland spielte Woodward als Profi in Europa, zunächst in der österreichischen und deutschen Basketball-Bundesliga. Später spielte Woodward vor allem auf Zypern sowie in Italien und Venezuela. 2011 beendete er seine Karriere als Spieler bei GS Peristeri. Woodwards Karriere im deutschsprachigen Raum wurde überschattet von einem tätlichen Angriff auf einen Mitspieler beim deutschen Erstligisten BCJ Tigers, der zu einer vorübergehenden Entlassung des Spielers führte.

## Karriere
Woodward ging 1994 zum Studium an das Boston College, wo er für die Hochschulmannschaft Eagles  in der Big East Conference der NCAA Division I spielte. Die Eagles gewannen 1997 ihr erstes und einziges Meisterschaftsturnier der Big East; 1975 hatte man ein Turnier der damaligen ECAC New England und später 2007 eines der Atlantic Coast Conference (ACC) gewonnen. In der landesweiten NCAA-Endrunde war man ein Jahr zuvor 1996 in der zweiten Runde gegen die Yellowjackets des Georgia Institute of Technology ausgeschieden, als Conference-Meister verlor man 1997 erneut in der zweiten Runde diesmal nach Verlängerung gegen die Hawks der Saint Joseph’s University. Woodward, der in vier Jahren am Boston College 1.249 Punkte in 117 NCAA-Meisterschaftsspielen erzielte, platzierte sich mit 204 Ballgewinnen in der ewigen Bestenliste dieser Hochschulmannschaft unter den ersten Drei.
Nach seiner NCAA-Zeit bekam Woodward 1998 einen Vertrag in der österreichischen A-Liga beim BK Kalendermacher Klosterneuburg, die in der Saison 1998/99 einen vierten Platz erreichten. Anschließend versuchte sich Woodward in der „Sommerliga“ United States Basketball League (USBL) für einen höherdotierten Vertrag in seinem Heimatland zu empfehlen. Für die Saison 1999/2000 kehrte er aber dann doch nach Europa zurück und spielte in der französischen Ligue Nationale de Basket für Olympique Antibes, das auf dem viertletzten Tabellenplatz jedoch nur den Klassenerhalt sicherstellen konnte.
Nachdem er sich im Sommer 2000 sowohl in der International Basketball League als auch in der USBL für höhere Aufgaben erneut nicht empfehlen konnte, wurde er zu Beginn der Bundesliga-Spielzeit 2000/01 vom deutschen Vorjahresaufsteiger BCJ Tigers Hamburg verpflichtet. Der talentierte Basketballspieler machte jedoch durch Unbeherrschtheiten gegenüber seinen Mannschaftskameraden von sich reden, die in einem tätlichen Angriff gegenüber seinem Mitspieler Peter van Elswyk im Training gipfelten, der anschließend im Krankenhaus behandelt werden musste. Folglich wurde Woodward entlassen, doch nach zehn Niederlagen in Serie im März 2001 vom abstiegsbedrohten Erstligisten zurückgeholt. Nach einer Schulterverletzung zum Saisonende konnte die Mannschaft, die ohne Woodward in jener Saison kein Spiel gewann, den Abstieg in die 2. Basketball-Bundesliga als Tabellenvorletzter nicht mehr vermeiden. Woodward blieb jedoch beim Verein und errang mit diesem in der 2. Basketball-Bundesliga die Meisterschaft in der Gruppe Nord und erreichte den sportlichen Wiederaufstieg. Der Verein erhielt jedoch wegen Lizenzierungsverstößen und fehlenden Nachweisen wirtschaftlicher Leistungsfähigkeit keine neue Lizenz mehr und musste in der ersten Regionalliga neu anfangen.
Für die Saison 2002/03 wechselte Woodward zu Proteas EKA AEL Limassol in der Republik Zypern. Mit diesem Verein gewann er zwei Meisterschaften in Folge, wobei man 2004 das Double aus Meisterschaft und Pokalwettbewerb gewann. In der FIBA Europe League-Spielzeit 2003/04, in der Woodward als Topscorer des Wettbewerbs für das All-Star-Game des Wettbewerbs ausgewählt wurde, konnte sich die Mannschaft für das Achtelfinale qualifizieren. Zudem spielte Woodward im europäischen Sommer 2003 und 2004 für die Toros aus Aragua in Venezuela sowie erneut in der USBL. Für die Saison 2004/05 bekam er dann einen Vertrag in der italienischen Lega Basket Serie A bei Sedima aus Roseto degli Abruzzi. Dieser Verein kehrte zwar in dieser Saison in die Play-offs um die Meisterschaft zurück, verlor aber in der ersten Runde gegen den späteren Meister Climamio Bologna. Nach einer weiteren Station in Venezuela bekam Woodward nach Beginn der Saison 2005/06 einen befristeten Vertrag beim Verein Montepaschi aus Siena in der Serie A, für den er 19 Spiele absolvierte sowie im wettbewerbsstärksten europäischen Vereinswettbewerb EuroLeague-Spielzeit 2005/06 spielte, in dem sich Montepaschi nicht für die Zwischenrunde der 16 besten Mannschaften qualifizieren konnte. In der Saison 2006/07 spielte er dann für den italienischen Ligakonkurrenten Siviglia Wear aus Teramo, der jedoch auf dem viertletzten Tabellenplatz in der Serie A nur den Klassenerhalt sichern konnte. In der Saison 2007/08 spielte er erneut in Limassol und wurde wiederum für das „All-Star-Game“ im FIBA EuroCup ausgewählt. Der Verein erreichte seinen größten internationalen Erfolg, als man in das Final-Four-Turnier dieses Wettbewerbs einzog. Als Ausrichter des Turniers verlor man jedoch das Halbfinale gegen Dexia Mons-Hainaut und belegte am Ende den dritten Platz.
In der Saison 2009/10 spielte Woodward zunächst in Argentinien für die Boca Juniors aus Buenos Aires, und dann nach einer Station im libanesischen Tripoli am Saisonende für FMP Železnik Belgrad. Zum Ende der Saison 2010/11 war Woodward für GS Peristeri Athen in der griechischen A1 Ethniki aktiv, die in der ersten Play-off-Runde um die Meisterschaft gegen Serienmeister Panathinaikos Athen ausschieden. Nachdem Woodward zuvor bereits als Jugendtrainer tätig gewesen war, war er ab 2012 eine Spielzeit lang Trainerassistent der Privateers des SUNY Maritime College in der dritten NCAA-Division. Nach einer Saison als Video-Scout im Trainerstab der Rams der Fordham University in der ersten NCAA-Division wechselte Woodward 2014 an die Monmouth University im gleichnamigen County im New York Metropolitan Area.
2018 wurde Woodward Assistenztrainer der Seton Hall University.